# Espuma

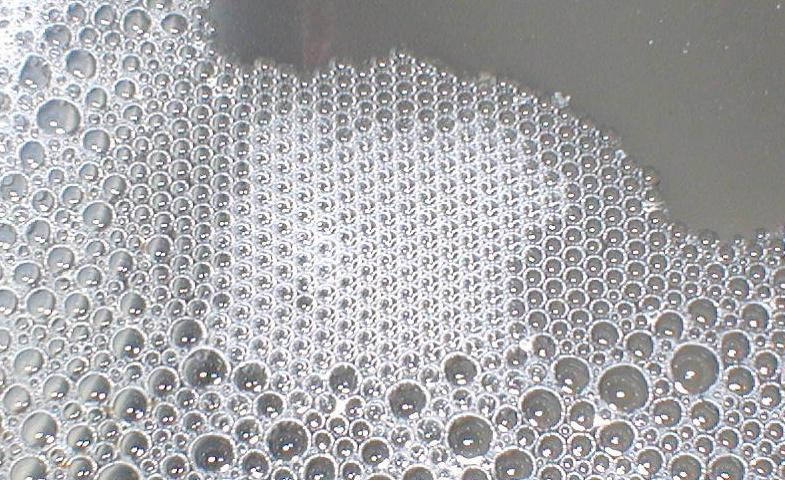
Espuma de jabón.

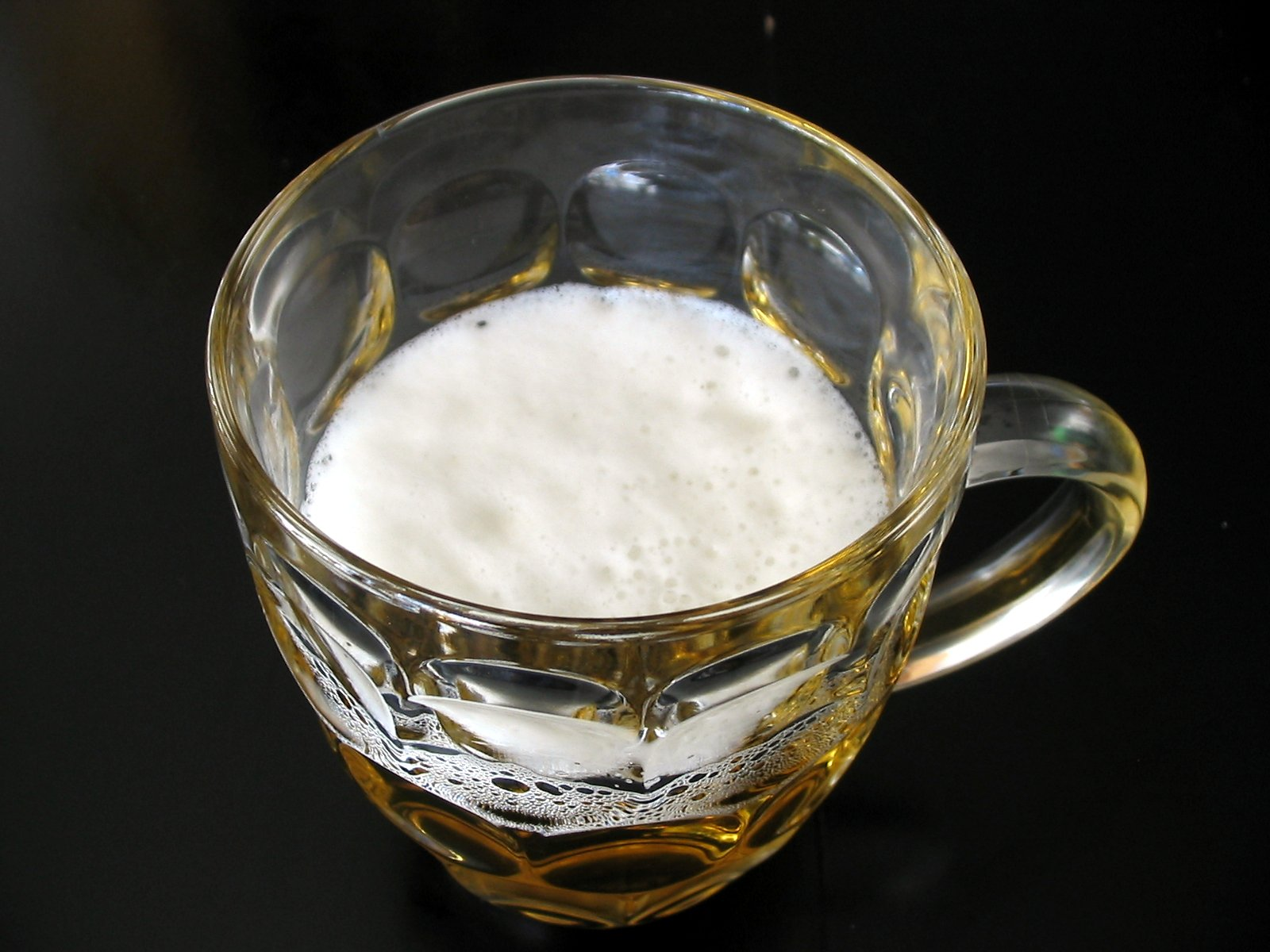
Espuma en un vaso de cerveza.

La espuma es un elemento formado al atrapar bolsas de  vapor o gas en un líquido o sólido.
Una esponja de baño y la parte superior en un vaso de cerveza son ejemplos de espumas. En la mayoría de las espumas, el volumen de gas es grande, con películas delgadas de líquido o sólido que separan las regiones del gas. Las espumas de jabón también se conocen como espuma.
Las espumas sólidas pueden ser de celda cerrada o de celda abierta. En la espuma de celda cerrada, el gas forma bolsillos discretos, cada uno completamente rodeado por el material sólido. En la espuma de celda abierta, las bolsas de gas se conectan entre sí. Una esponja de baño es un ejemplo de espuma de celda abierta: el agua fluye fácilmente a través de toda la estructura, desplazando el aire. Una colchoneta para acampar es un ejemplo de espuma de celda cerrada: las bolsas de gas están selladas entre sí para que la colchoneta no absorba agua.
Las espumas son ejemplos de medios dispersos. En general, el gas está presente, por lo que se divide en burbujas de gas de diferentes tamaños (es decir, el material es polidisperso), separadas por regiones líquidas que pueden formar películas, más y más delgadas cuando la fase líquida se drena de las películas del sistema. [4] Cuando la escala principal es pequeña, es decir, para una espuma muy fina, este medio disperso puede considerarse un tipo de coloide.
El término espuma también puede referirse a algo que es análogo a la espuma, como espuma cuántica, espuma de poliuretano (goma espuma), espuma XPS, poliestireno, fenólico o muchas otras espumas fabricadas.

## Características
Las espumas son como las emulsiones en capas de adsorción que rodean la fase dispersa en ambos sistemas. Sin embargo, las espumas difieren de las emulsiones en dos aspectos: la fase dispersa es un gas en las espumas y un líquido en las emulsiones; las burbujas de gas de las espumas son mucho más grandes que los glóbulos en las emulsiones. Las espumas son sistemas coloidales por la delgadez de las capas que rodean las burbujas de gas, éstas son de dimensiones coloidales o las capas tienen propiedades coloidales.
La espuma que se puede observar en los océanos y, sobre todo, al romper las olas en la costa, es la aglomeración de burbujas que persiste durante un corto tiempo en la superficie del mar, agitada por causas mecánicas. La formación de la espuma marina se facilita por varios factores químicos o físicos: una diferencia muy grande entre el aire y el agua, la alcalinidad del agua, el contenido de ésta en coloides disueltos, etc.
En Mineralogía se llama espuma de hierro al mineral de hematita, mientras que la espuma de manganeso es un óxido de manganeso que se encuentra en estado terroso.
Recientemente ha cobrado interés la espumación de las escorias. La espumación de la escoria está causada principalmente por la generación de burbujas de gas monóxido de carbono, dióxido de carbono, vapor de agua, dióxido de azufre, oxígeno e hidrógeno en el interior de la escoria, que se hace espumosa como si fuera agua jabonosa.
Esta espuma es normalmente creada por movimientos mecánicos que generan la captura de aire o algún otro gas.

## Formación
Se requieren varias condiciones para producir espuma: debe haber trabajo mecánico, componentes con superficies activas (surfactantes) que reduzcan la tensión superficial, y la formación de espuma de manera más rápida de la que se rompe.
Para producir espuma, se requiere de trabajo (W) para aumentar el área superficial (ΔA):
{\displaystyle W=\gamma \Delta A\,\!}
donde γ es la tensión superficial.
Una de las formas mediante las cuales se produce espuma es mediante dispersión, donde una gran cantidad de gas es mezclado con un líquido. Un método más específico de dispersión se basa en inyectar un gas a un líquido a través de un orificio en un sólido. Si este proceso se realiza lentamente, se puede producir de a una burbuja cada vez tal como ilustra la fotografía adjunta.
Una de las teorías para determinar el tiempo de desprendimiento se muestra abajo; sin embargo,si bien esta teoría produce información teórica que coincide con los datos experimentales, se suele aceptar que la separación por capilaridad es una explicación mejor.

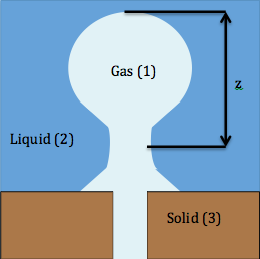
Burbuja formada a partir de un orificio.

La fuerza de flotación que actúa elevando la burbuja, es
{\displaystyle F_{b}=Vg(\rho _{2}-\rho _{1})\!}
donde {\displaystyle V} es el volumen de la burbuja, {\displaystyle g} es la aceleración de la gravedad, y ρ1 es la densidad del gas ρ2 es la densidad del líquido. La fuerza que trabaja contra la fuerza boyante es la fuerza de tensión superficial, que es
{\displaystyle F_{s}=2r\pi \gamma \!},
donde γ es la tensión superficial, y {\displaystyle r} es el radio del orificio.
En la medida que más aire es inyectado en la burbuja, la fuerza boyante crece más rápido que la fuerza de tensión superficial. Por lo tanto, el desprendimiento se produce cuando la fuerza boyante es lo suficientemente grande para exceder a la fuerza de la tensión superficial. 
{\displaystyle Vg(\rho _{2}-\rho _{1})>2r\pi \gamma \!}
Además, si la burbuja es analizada como si fuera una esfera de radio {\displaystyle R} y volumen {\displaystyle V} y se la sustituye en la ecuación previa, el desprendimiento ocurrirá cuando
{\displaystyle R^{3}={\frac {3r\gamma }{2g(\rho _{2}-\rho _{1})}}\!}
Examinando este fenómeno desde el punto de vista de la capilaridad para una burbuja que se está formando lentamente, es dable suponer que la presión {\displaystyle p} es constante en toda la burbuja. La presión hidroestática en el líquido se denomina {\displaystyle p_{0}}. La diferencia de presión en la interfase gas - líquido es igual a la presión capilar; por lo que ,
{\displaystyle p-p_{0}=\gamma \left({\frac {1}{R_{1}}}+{\frac {1}{R_{2}}}\right)\!}
donde R1 y R2 son los radios de curvatura y son positivos. En la base de la burbuja, R3 y R4 son los radios de curvatura y también son considerados positivos. Aquí la presión hidroestática del líquido debe tener en cuenta z,  la distancia desde el punto de contacto de la burbuja. La nueva presión hidroestática en el punto de contacto de la burbuja es p0(ρ1 − ρ2)z.  Los balances de la presión hidroestática compensa la presión por capilaridad, valiendo la siguiente ecuación:
{\displaystyle p-p_{0}-(\rho _{2}-\rho _{1})gz=\gamma \left({\frac {1}{R_{3}}}+{\frac {1}{R_{4}}}\right)\!}
Finalmente, la diferencia entre la presión en la parte superior y la inferior es igual al cambio de presión hidroestática:
{\displaystyle (\rho _{2}-\rho _{1})gz=\gamma \left({\frac {1}{R_{1}}}+{\frac {1}{R_{2}}}-{\frac {1}{R_{3}}}-{\frac {1}{R_{4}}}\right)\!}
En el punto de contacto de la burbuja, la forma de la burbuja es prácticamente cilíndrica; por lo tanto,  o bien R3 o R4 es grande mientras el otro radio de curvatura es pequeño. En la medida que la zona de contacto se alarga, se torna más inestable ya que uno de los radios crece y el otro se reduce.  En un determinado punto, la longitud vertical del vástago de contacto supera la circunferencia del vástago y a causa de las fuerzas boyantes la burbuja se desprende y el proceso comienza nuevamente.

## Usos

### Espumas líquidas
Las espumas líquidas se pueden usar en espumas retardantes de fuego, como las que se usan para extinguir incendios, especialmente incendios de petróleo (ya que no se pueden apagar con agua por tratarse de un líquido oleoso insoluble en la misma).
De alguna manera, el pan con levadura es una espuma, ya que la levadura hace que el pan se eleve produciendo pequeñas burbujas de gas en la masa. La masa se ha entendido tradicionalmente como una espuma de celda cerrada, en la que los poros no se conecten entre sí. Cortar la masa libera el gas de las burbujas que se cortan, pero el gas del resto de la masa no puede escapar. Cuando se permite que la masa suba demasiado, se convierte en una espuma de celda abierta, en la que se conectan las bolsas de gas. Cortar la masa o romper la superficie en ese punto haría que se escape un gran volumen de gas y la masa colapsaría. La estructura abierta de una masa sobreleudada es fácil de observar: en lugar de consistir en burbujas de gas discretas, la masa consiste en un espacio de gas lleno de hilos de la pasta de harina-agua. Investigaciones recientes han indicado que la estructura de los poros en el pan está interconectada en un 99% en una gran vacuola, por lo que la espuma de celda cerrada de la masa húmeda se transforma en una espuma sólida de celda abierta en el pan. Otros ejemplos de espumas alimentarias son el merengue y la crema Chantilly.
La propiedad única de las espumas gas-líquido que tienen una superficie específica muy alta se explota en los procesos químicos de flotación y fraccionamiento de la espuma.

### Espumas sólidas
Las espumas sólidas son una clase de materiales de ingeniería celular livianos. Estas espumas se clasifican típicamente en dos tipos según su estructura de poros: espumas con estructura de celda abierta (también conocidas como espumas reticuladas ) y espumas de celda cerrada. Con resoluciones de celda suficientemente altas, cualquier tipo puede tratarse como materiales continuos o "continuos" y se denominan sólidos celulares, con propiedades mecánicas predecibles.
Las espumas con estructura de celda abierta contienen poros que están conectados entre sí y forman una red interconectada que es relativamente blanda. Las espumas de celda abierta se llenan con cualquier gas que las rodea. Si se llena de aire, se obtiene un aislante relativamente bueno, pero si las celdas abiertas se llenan de agua, las propiedades de aislamiento se reducirían. Estudios recientes se han centrado en estudiar las propiedades de las espumas de células abiertas como material aislante. Se han producido bioespumas de gluten de trigo / TEOS, que muestran propiedades aislantes similares a las de las espumas obtenidas a partir de recursos a base de aceite. La goma espuma es un tipo de espuma de celda abierta.
Las espumas de celda cerrada no tienen poros interconectados. Las espumas de celda cerrada normalmente tienen una mayor resistencia a la compresión debido a sus estructuras. Sin embargo, las espumas de células cerradas también son, en general, más densas, requieren más material y, como consecuencia, son más caras de producir. Las celdas cerradas se pueden llenar con un gas especializado para proporcionar un mejor aislamiento. Las espumas de estructura de celda cerrada tienen mayor estabilidad dimensional, coeficientes de absorción de humedad bajos y mayor resistencia en comparación con las espumas de estructura de celda abierta. Todos los tipos de espuma se utilizan ampliamente como material de núcleo en materiales compuestos estructurados en sándwich .
El uso de ingeniería más antiguo de sólidos celulares es con madera, que en su forma seca es una espuma de celda cerrada compuesta de lignina, celulosa y aire. Desde principios del siglo XX, se empezaron a utilizar varios tipos de espumas sólidas fabricadas especialmente. La baja densidad de estas espumas las hace excelentes como aislantes térmicos y dispositivos de flotación y su ligereza y compresibilidad las hacen ideales como materiales de empaque y relleno.
Un ejemplo del uso de azodicarbonamida como agente de expansión se encuentra en la fabricación de espumas de vinilo (PVC) y EVA-PE , donde desempeña un papel en la formación de burbujas de aire al descomponerse en gas a alta temperatura.
La geometría aleatoria o "estocástica" de estas espumas también las hace buenas para la absorción de energía. Desde finales del siglo XX hasta principios del siglo XXI, las nuevas técnicas de fabricación han permitido una geometría que da como resultado una excelente resistencia y rigidez por peso. Estos nuevos materiales se denominan típicamente sólidos celulares modificados.

### Espuma sintáctica
Una clase especial de espumas de celda cerrada, conocida como espuma sintáctica, contiene partículas huecas incrustadas en un material de matriz. Las esferas pueden estar hechas de varios materiales, incluidos vidrio, cerámica y polímeros. La ventaja de las espumas sintácticas es que tienen una relación resistencia/peso muy alta, lo que las convierte en materiales ideales para muchas aplicaciones, incluidas las aplicaciones espaciales y de aguas profundas. Una espuma sintáctica particular emplea polímero con memoria de forma como matriz, lo que permite que la espuma adopte las características de las resinas con memoria de forma y los materiales compuestos; es decir, tiene la capacidad de reformarse repetidamente cuando se calienta por encima de una cierta temperatura y se enfría. Las espumas con memoria de forma tienen muchas aplicaciones posibles, como soporte estructural dinámico, núcleo de espuma flexible y relleno de espuma expansible.

### Espuma de piel integral
La espuma de piel integral, también conocida como espuma de piel propia, es un tipo de espuma con una piel de alta densidad y un núcleo de baja densidad. Puede formarse en un proceso de molde abierto o en un proceso de molde cerrado. En el proceso de molde abierto, se mezclan dos componentes reactivos y se vierten en un molde abierto. A continuación, se cierra el molde y se deja que la mezcla se expanda y cure. Ejemplos de artículos producidos mediante este proceso incluyen reposabrazos, asientos para bebés, suelas de zapatos y colchones. El proceso de molde cerrado, más comúnmente conocido como moldeo por inyección de reacción (RIM), inyecta los componentes mezclados en un molde cerrado a altas presiones.

## Galería

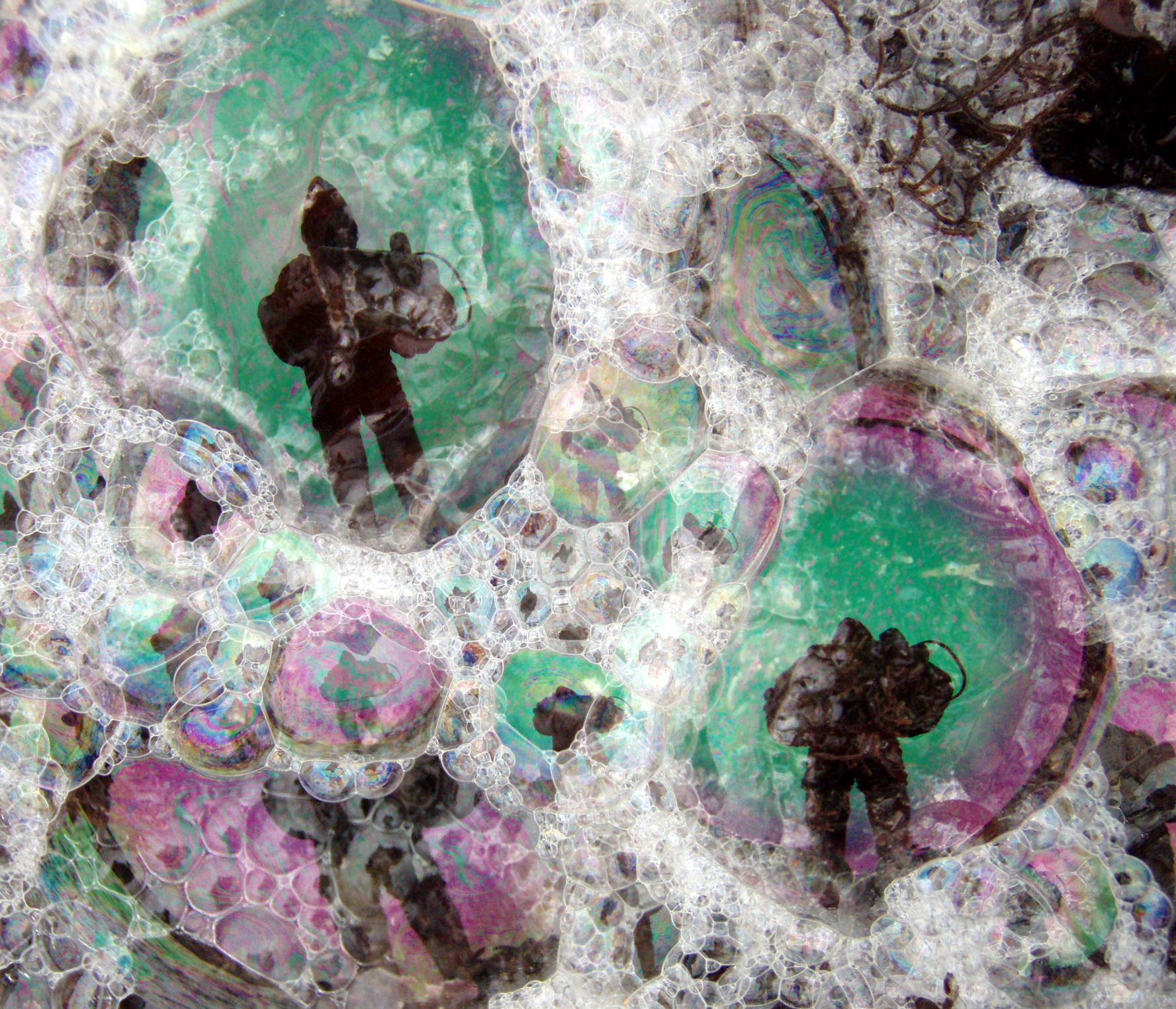
Acercamiento de espuma de mar (plancton en descomposición en una poza intermarea)
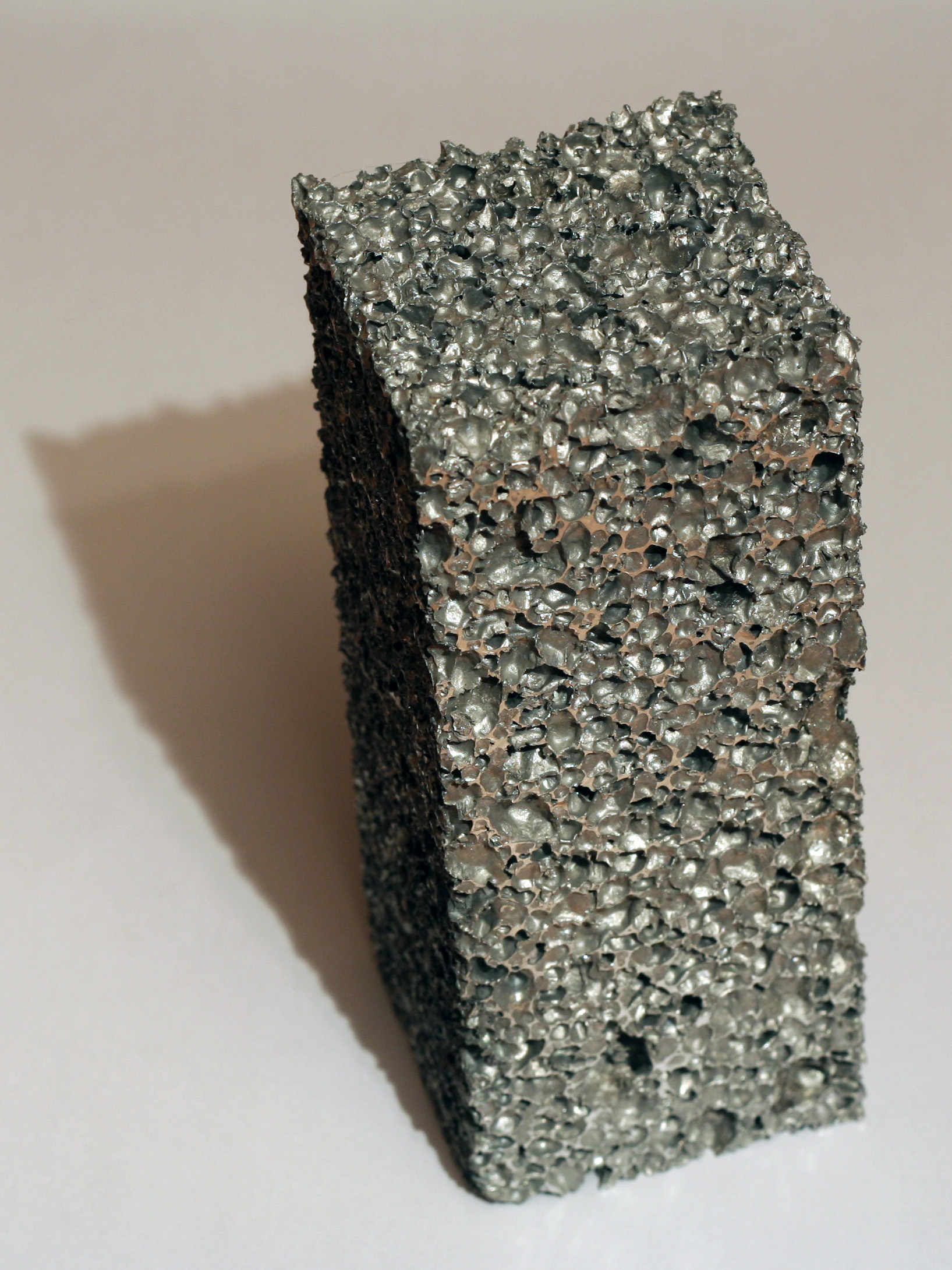
Espuma de aluminio
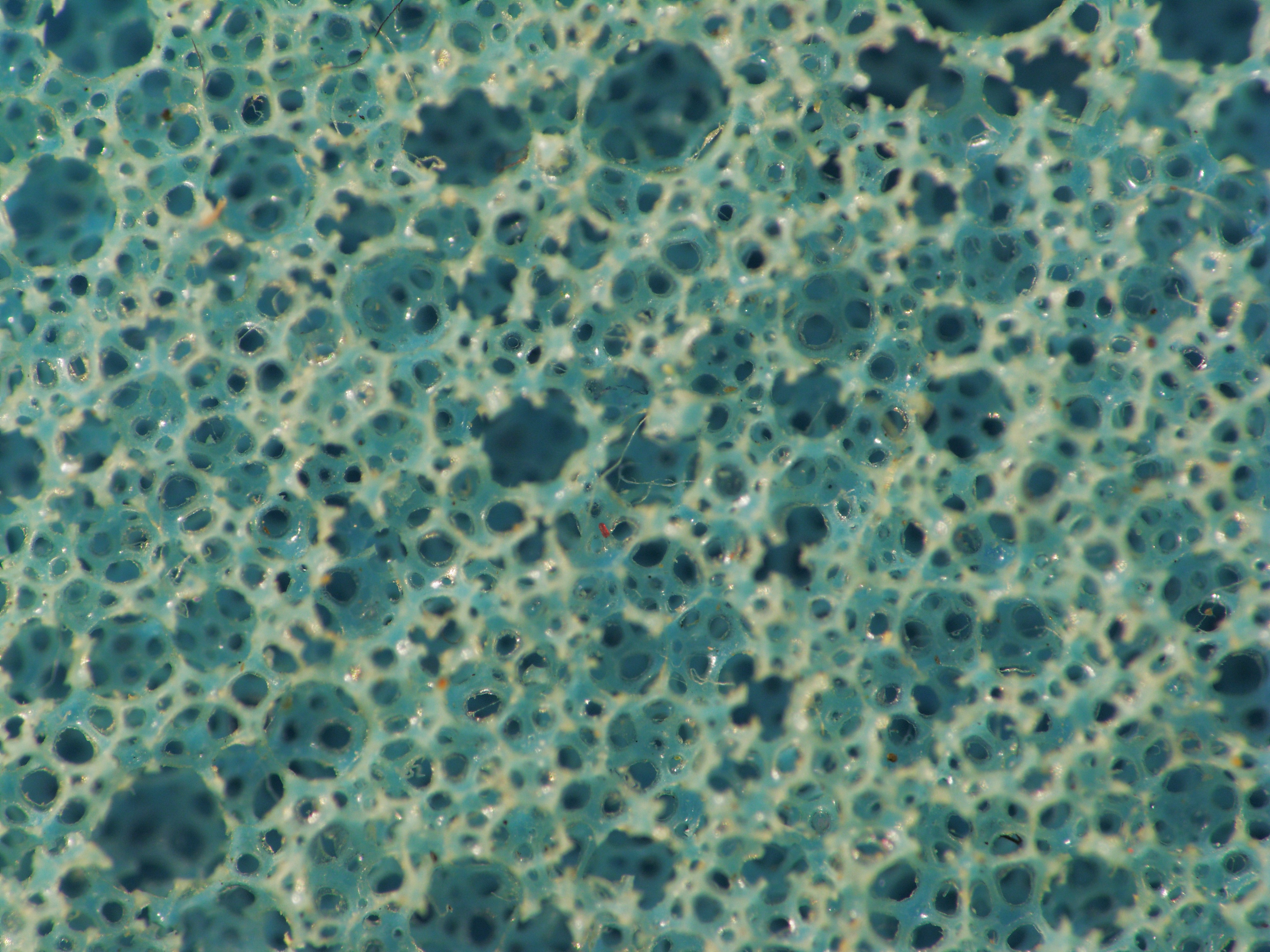
Micrografía de espuma con memoria
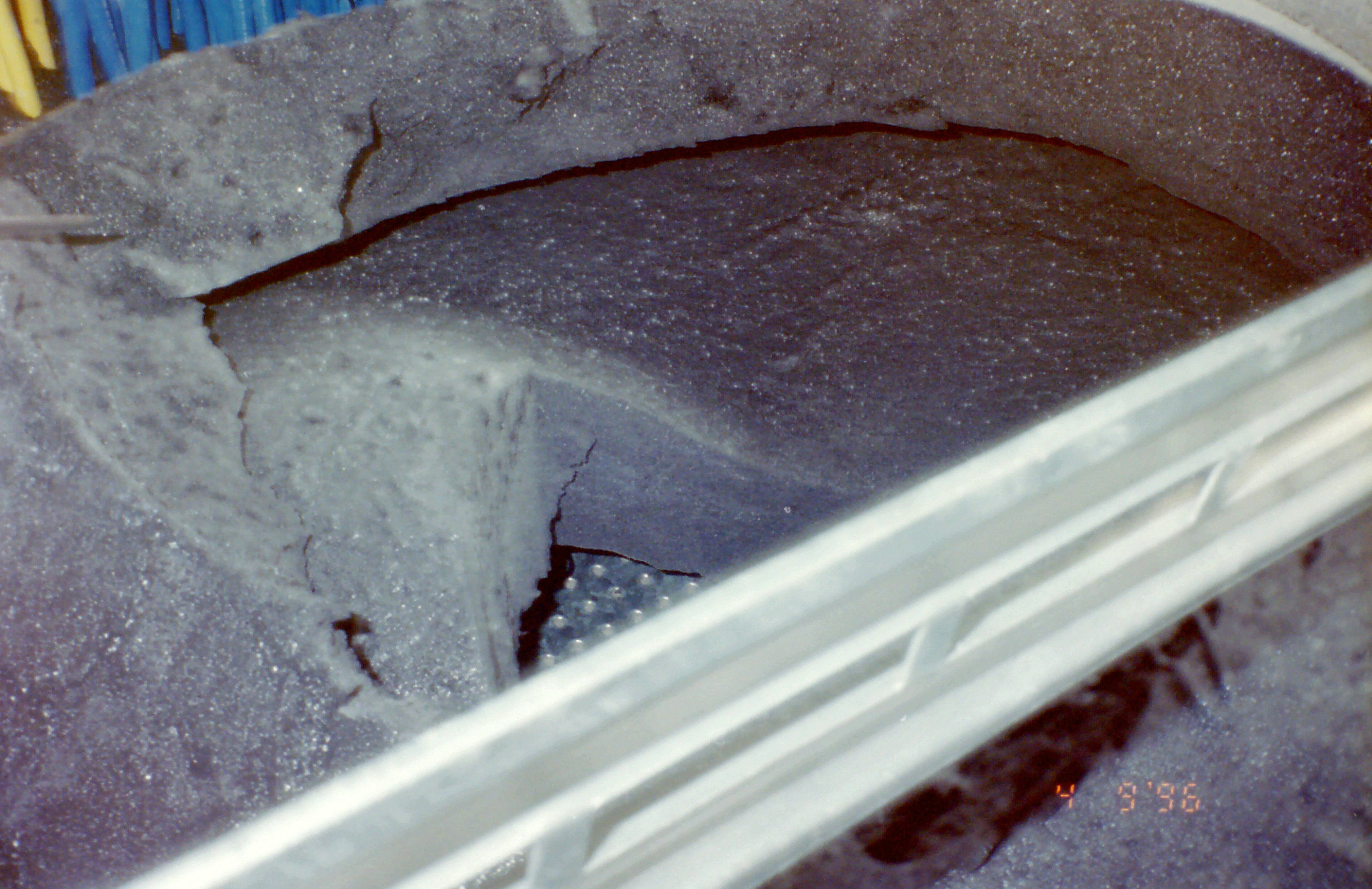
Sello de penetración de espuma de silicona
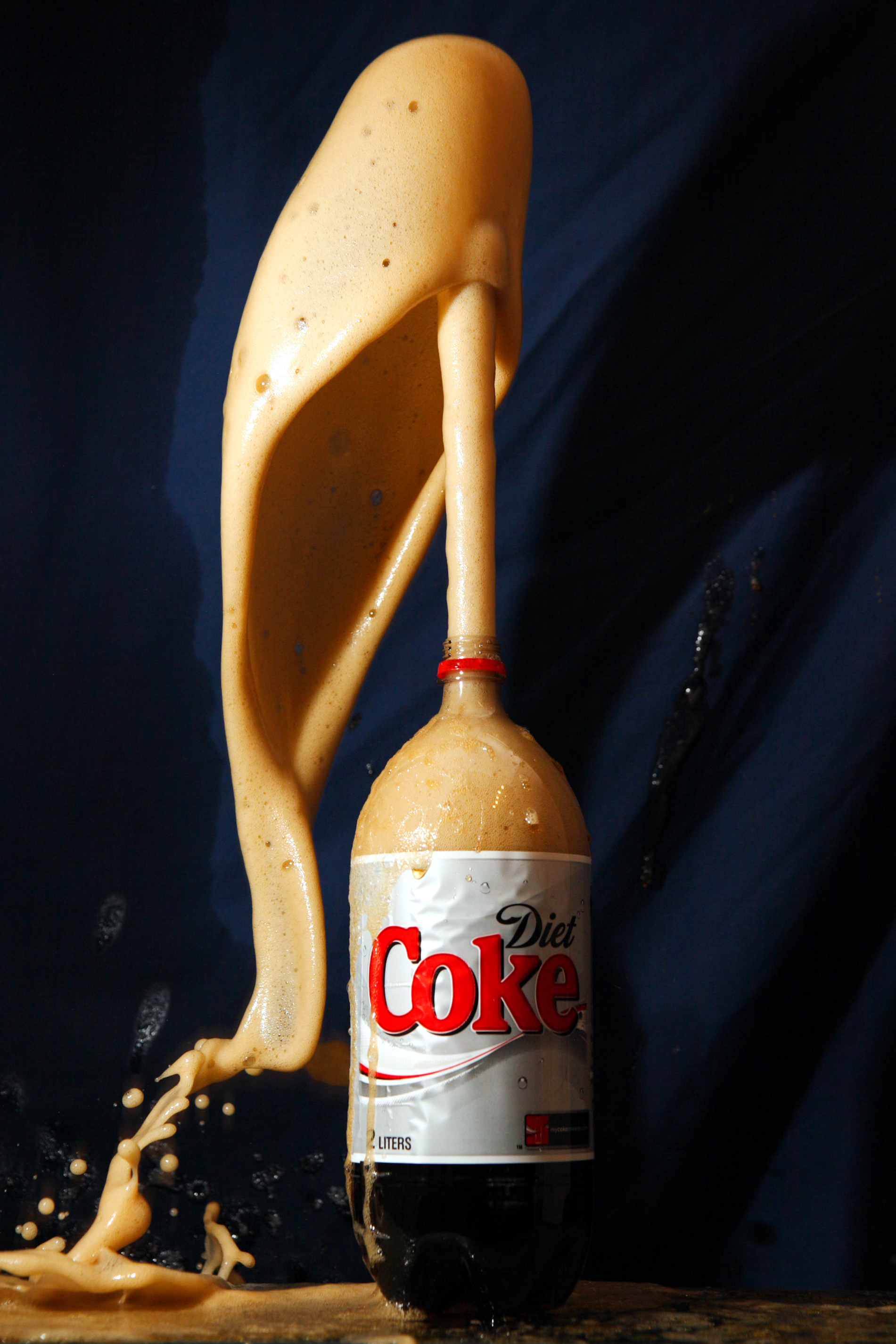
Espuma "geyser" de Coca Cola Diet
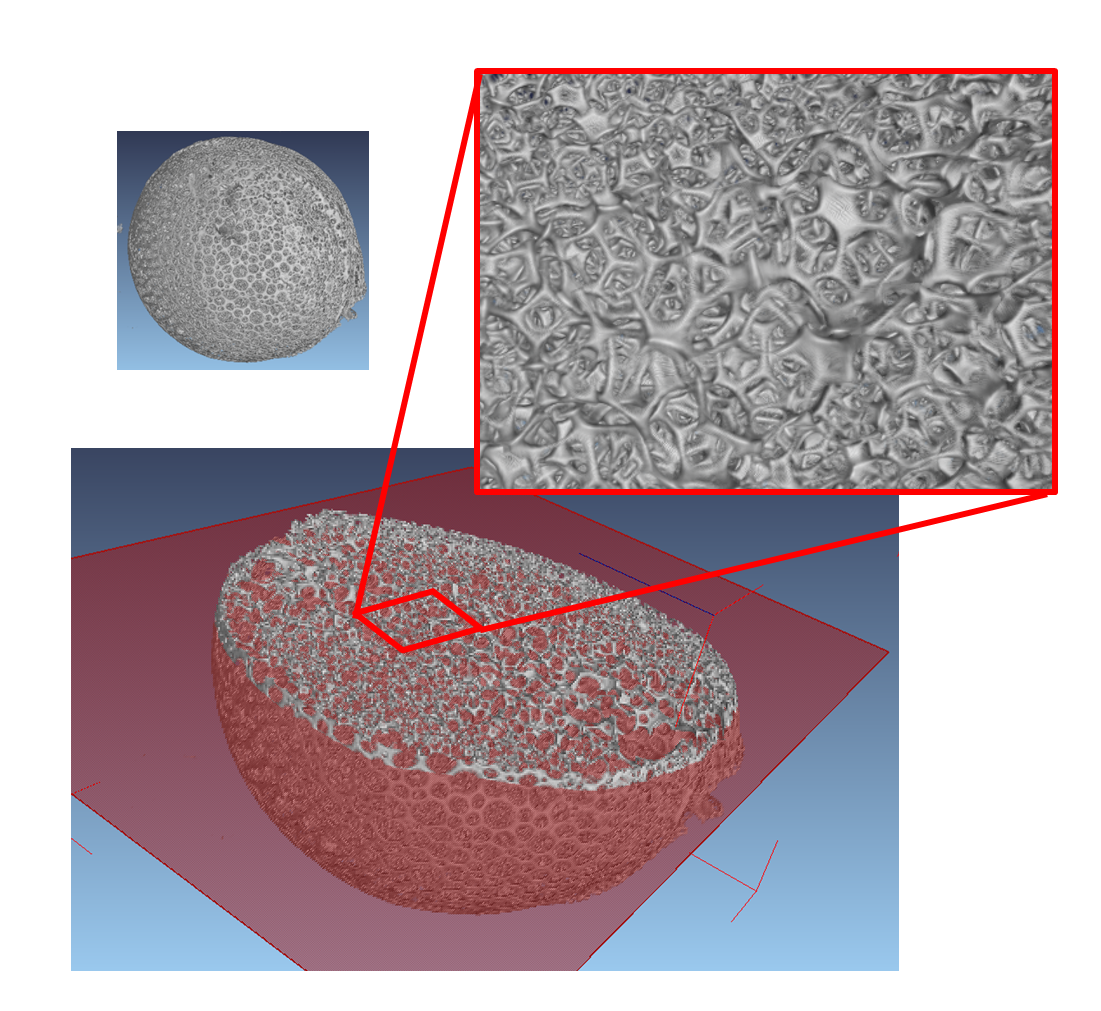
Tomografía computarizada industrial de una pelota de espuma.
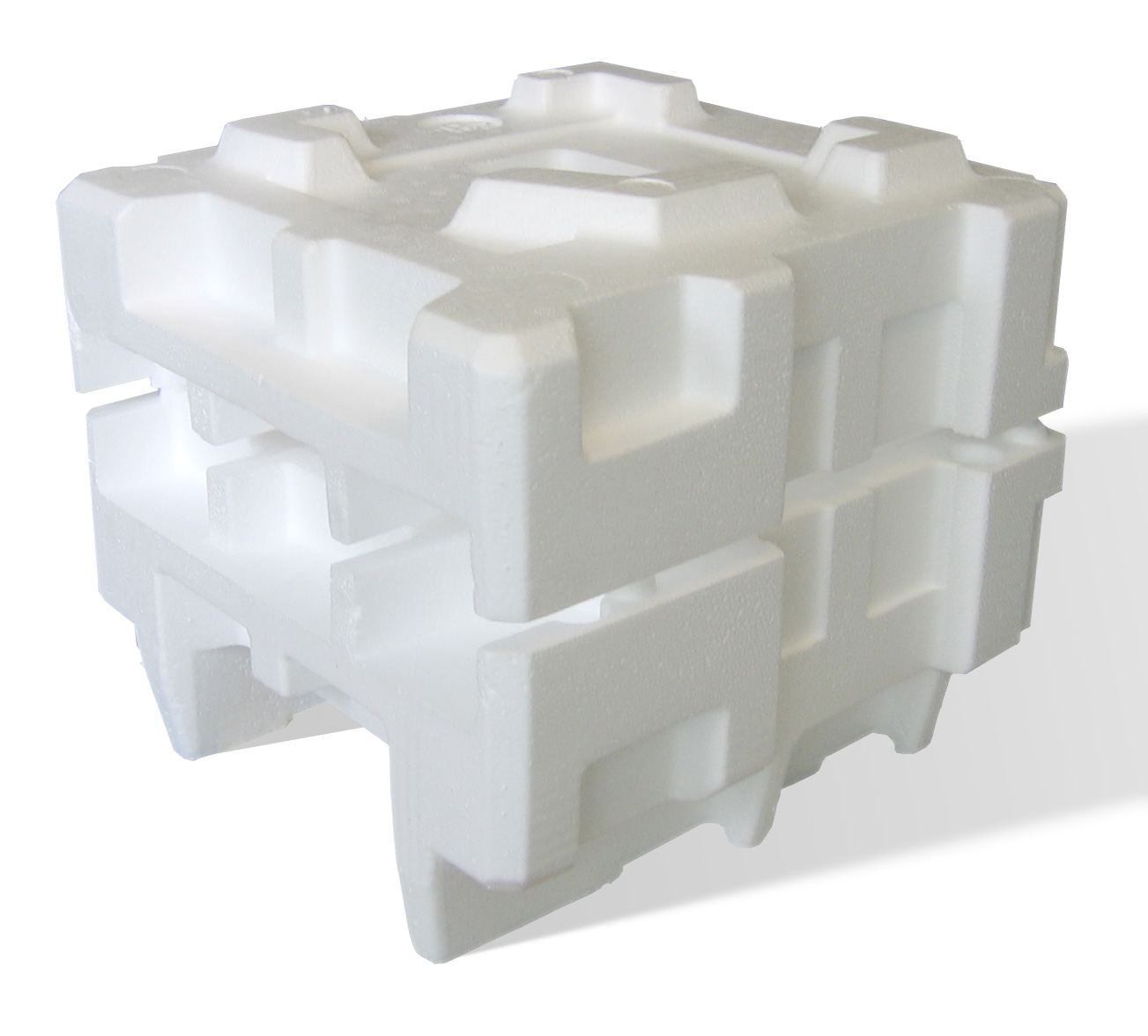
Espuma de poliestireno, amortiguador de impacto